# Resonancia musical (Almacén 13)
Resonancia musical (título original en inglés: Resonance) es el tercer episodio de la primera temporada de la serie Almacén 13. Emitido por primera vez el 14 de julio de 2009. Fue escrito por David Simkins y dirigido por Vincent Misiano.

## Referencia al título
Resonancia musical (título original en inglés: Resonance) hace referencia al eco que se produce cuando se escucha el disco, ya sea amplificado en un banco o no. 

## Sinopsis[1]
Mientras un banco es atracado en Chicago, Pete se encuentra en el Almacén jugando al ping-pong con su reflejo en el espejo de Lewis Carroll, y Myka está hablando con su madre por el móvil. Al observar que es el tercer banco atracado un viernes en hora punta, Artie envía al equipo a la ciudad. A su llegada, son rápidamente bloqueados por la agente del FBI Bonnie Belski, que les sugiere mantenerse alejados de su investigación.
Ante la posibilidad de otro atraco, los agentes deben trabajar rápido para resolver el caso. Al ver el vídeo de seguridad, Myka se da cuenta de que alguien estaba hablando por el móvil cuando ocurrió el atraco. Pete, Myka y Belsky consiguen la grabación de la llamada. Al escuchar la grabación de una música extrañamente seductora, una de las testigos solo puede decir que al oírla se «sentía querida». Cuando Pete menciona que suena como la canción favorita de su padre —«The Center of My Soul», de los Bricktones—, Artia hace unos cálculos y confirma que es una canción de Eric Marsden (miembro de los Bricktones), y que Marsden vive en el sur de Chicago.
Recibidos por Jesslyn, la antigua corista de Marsden, Pete y Myka se enteran de que el compositor está semi-catatónico. Jesslyn les explica que Marsden perdió los derechos de la música en un terrible contrato con Jeff Canning, el propietario de Windy Lake Records. Una visita a Canning lo confirma, pero también se enteran de que un comprador anónimo está interesado en su discografía completa.
En otro lugar de la ciudad, los ladrones se preparan para otro atraco. Llevando una caja que contiene un disco de la música de Marsden, Stephanie, la recepcionista de Canning, le dice a Jed Fissel, el ingeniero de sonido de Marsden, que el Servicio Secreto y el FBI estás trabajando conjuntamente en la investigación. Para gran consternación de Fissel, además, van a volver a salir.
Mientras habla de nuevo con su madre, Myka oye la reverberación de cristales rotos, lo que la lleva a darse cuenta de que el éxito en los atracos depende del eco que genera la construcción; el diseño estructural, de piedra o mármol, es la clave. Con la ayuda de Artie, se da cuenta de que el próximo banco será el Banco Estatal, que encaja en el perfil acústico. 
En el banco, Myka se enfrenta a los atracadores y consigue reducir a Fissel. Cuando Pete y Belski llegan, Myka confirma que los ladrones han usado un tocadiscos que guardan en un maletín. En Washington D. C., Artie ha accedido con éxito al ordenador de Dickinson, pero es interrumpido por el propio Dickinson.
En Chicago, la agente Belski y sus compañeros entran en las oficinas del FBI con Fissel. De repente, Pete tiene un mal presentimiento. Al oír las vibraciones del perfil acústico, le sugiere a Myka que se ponga los tapones para los oídos que compró de camino al banco. A medida que se apresura a hacerlo, el vestíbulo se llena de música. Los ladrones desaparecen con Fissel, pero no antes de que Myka tuviera la oportunidad de introducir su móvil en el bolsillo de uno de ellos, lo que le permite a Artie descubrir a dónde va Fissel.
De vuelta en la casa de Marsden, Pete y Myka se encuentran con Jesslyn, Jeff Fissel, Stephanie y Marsden, todos disfrutando de la música. Les cuentan que Stephanie es la compradora anónima y, además, la hija de Marsden, y que cometieron los atracos por su padre. El caso definitivamente ha tocado la fibra sensible de Myka. Pete guarda el disco en el Almacén, mientras en Washington, la brecha de seguridad en el Almacén se ha convertido en un problema incluso más grande.